# Tratado Clayton-Bulwer

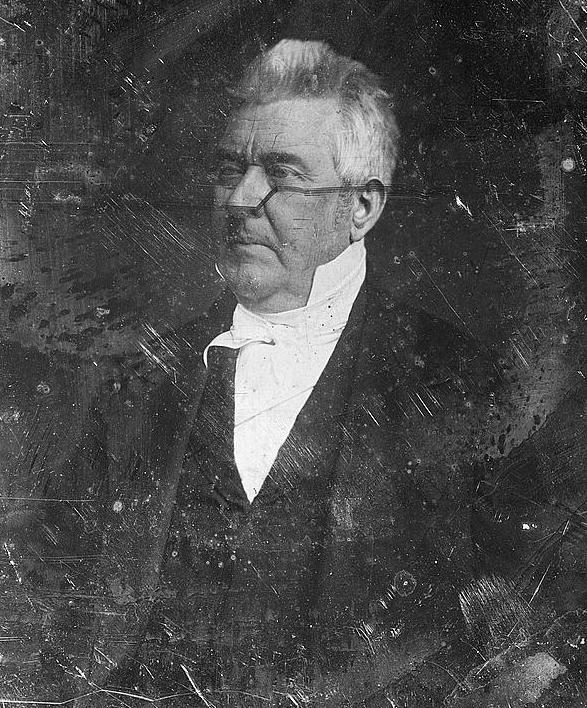
O político americano John M. Clayton foi o encarregado de redigir e negociar o tratado.

O Tratado Clayton-Bulwer foi um tratado entre os Estados Unidos e o Reino Unido negociado em 1850 por John M. Clayton e Sir Henry Lytton Bulwer, mais tarde Lord Dalling. Foi negociado em resposta as tentativas de construir o Canal da Nicarágua, um canal na Nicarágua que ligaria o Pacífico e o Atlântico.
Em meio a crescentes tensões entre as duas nações sobre a América Central, uma região onde os britânicos tradicionalmente mantiveram forte influência, mas também viu uma crescente expansão americana na área. O tratado provou ser instrumental na prevenção da eclosão da guerra entre as duas nações - resolvendo as tensões sobre os planos americanos de construir um Canal da Nicarágua que ligaria o Pacífico e o Atlântico. Havia três disposições principais no tratado:
1. Nenhuma nação construiria tal canal sem o consentimento e a cooperação da outra;
2. Nenhum deles fortaleceria ou fundaria novas colônias na região;
3. Quando um canal fosse construído, ambos os poderes garantiriam que ele estaria disponível em uma base neutra para todos os navios.

A construção do canal proposto nunca foi concluída, embora o tratado tenha permanecido em vigor até 1901.
A Grã-Bretanha tinha grandes e indefinidas pretensões territoriais em três regiões: Honduras Britânicas (atual Belize), Costa dos Mosquitos (região ao longo da costa atlântica nas atuais Nicarágua e Honduras) e Ilhas da Baía (atualmente parte de Honduras). Os Estados Unidos, embora não fizessem nenhuma reivindicação territorial, mantiveram em reserva, prontos para ratificação, os tratados com a Nicarágua e Honduras que deram aos Estados Unidos uma certa vantagem diplomática para equilibrar a preeminente influência britânica na região. Como logo ficou claro para os negociadores americanos que um acordo sobre esses pontos seria impossível e que um acordo sobre a questão do canal era possível, este último foi colocado em primeiro plano durante as negociações. Em 1857, no entanto, os britânicos haviam encerrado sua oposição diplomática à expansão ocidental americana, enquanto mantinham firmemente seus direitos a um potencial canal da Nicarágua.

#### Outras Fontes
- «Text of the Clayton-Bulwer Treaty». Avalon Project, Yale Law School's. Consultado em 15 de novembro de 2014. Arquivado do original em 29 de agosto de 2006

#### Atribuição
- Este artigo incorpora texto  (em inglês) da Encyclopædia Britannica (11.ª edição), publicação em domínio público.